# 烏若湖 (涅韋爾區)
55°56′03″N 29°32′30″E / 55.93417°N 29.54167°E
烏若湖（俄语：Ужо），是俄羅斯的湖泊，位於該國西北部，由普斯科夫州負責管轄，處於涅韋爾區，面積1.2平方公里，集水區面積232.2平方公里，平均水深5米，最大水深7米。